# 葛龔
葛 龔（かつ きょう、生没年不詳）は、後漢の官僚・文人。字は元甫。本貫は梁国寧陵県。

## 経歴
和帝のとき、文章や記録を得意として名を知られた。性格は意気盛んで勇ましく、膂力は人並み外れていた。安帝の永初年間、孝廉に察挙され、太官丞となった。便宜四事を上書して、蕩陰県令に任じられた。太尉府に辟召されたが、病のため就任しなかった。州により茂才に挙げられ、臨汾県令となった。2県令を歴任して、いずれも治績を挙げた。入朝して黄門郎となった。
かれによって著された文・賦・碑・誄・書記は合わせて12篇あった。また文集があった。

## 伝記資料
- 『後漢書』巻80上 列伝第70上